# Theatre of Voices
Theatre of Voices is een vocaal ensemble dat is opgericht in 1990 en dat zich concentreert op zowel oude muziek als eigentijdse klassieke muziek. De leden van de groep, die in de Verenigde Staten haar basis heeft, komen zowel uit Amerika als uit Engeland.

## Geschiedenis
Het Theatre of Voices werd opgericht door Paul Hillier als een middel om meer hedendaagse muziek te kunnen maken, toen zijn groep, het Hilliard Ensemble, zich steeds meer ging richten op de oude muziek. Hillier begon met de groep toen hij docent was aan de University of California. Ze hebben samengewerkt met een aantal moderne componisten, zoals Steve Reich, Arvo Pärt en John Adams. Ze verzorgden de première van Reich's  opera The Cave samen met Steve Reich en zijn groep, en diens compositie Proverb (1995) was speciaal voor het Theatre of Voices geschreven; ook de première van John Adams'  El Niño (waarvan de dvd een Grammy won), werd door hen verzorgd. Ze maakten opnamen bij Harmonia Mundi USA en maakten internationale tournees. Hun opname van Pärt's De profundis stond in de Billboard Top Tien voor Albums. Het lidmaatschap van de groep berust op de noodzaak van de specifieke projecten waar ze aan werken, maar de leden zoals ze hieronder staan vermeld zijn eigenlijk altijd wel op de een of andere manier betrokken.

## Leden
- Ellen Hargis - sopraan
- Steven Rickards - contratenor
- Paul Elliott - tenor
- Alan Bennett - tenor
- Paul Hillier -  bariton
- Christopher Bowers-Broadbent - orgel

## Discografie

### Albums
| Album met hitnotering(en) in de Vlaamse Ultratop 200 albums | Datum van verschijnen | Datum van binnenkomst | Hoogste positie | Aantal weken | Opmerkingen      |
| ----------------------------------------------------------- | --------------------- | --------------------- | --------------- | ------------ | ---------------- |
| Creator spiritus - Arvo pärt                                | 2012                  | 16-06-2012            | 200             | 1*           | met Paul Hillier |

## Opnamen
- William Byrd: Motets & Mass for 4 Voices (1994) – werken van William Byrd
- Lassus: St. Matthew Passion; Paschal Vigil (1994) - werken van Orlande de Lassus
- Carols From the Old & New Worlds (1994)
- Proensa (1994) – diverse middeleeuwse stukken
- Cantigas from the Court of Dom Dinis  (1995) - Cantigas de Santa Maria en liederen van Joan Airas de Santiago en King Dinis I of Portugal
- Tallis: Lamentations, Motets, String Music (1996)- werken van Thomas Tallis
- Proverb/Nagoya Marimbas/City Life (1996) - werken van Steve Reich
- The Age of Cathedrals (1996) – muziek van diverse componisten van de Notre Dame school
- Arvo Pärt: De Profundis (1997)
- Carols from the Old & New Worlds, Vol. 2 (1998)
- Litany For The Whale  (1998) - werken van John Cage
- Monastic Song: 12e-eeuwse monofone gezangen (1998)
- Home to Thanksgiving (1999)
- Hoquetus (1999) - middeleeuwse Hoketussen
- I Am The True Vine: Arvo Pärt (2000)
- Kingdom Come; Hymnodic Delays; Fog Tropes II for String Quartet and Tap (2001) - werken van Ingram Marshall
- Fragments (2002)
- The Cries of London met Fretwork